# Rétaud
Rétaud és un municipi francès situat al departament del Charente Marítim i a la regió de la Nova Aquitània. L'any 2007 tenia 948 habitants.

## Demografia

### Població
El 2007 la població de fet de Rétaud era de 948 persones. Hi havia 388 famílies de les quals 92 eren unipersonals (54 homes vivint sols i 38 dones vivint soles), 146 parelles sense fills, 117 parelles amb fills i 33 famílies monoparentals amb fills.
La població ha evolucionat segons el següent gràfic:
Habitants censats

### Habitatges
El 2007 hi havia 493 habitatges, 400 eren l'habitatge principal de la família, 55 eren segones residències i 39 estaven desocupats. 484 eren cases i 3 eren apartaments. Dels 400 habitatges principals, 341 estaven ocupats pels seus propietaris, 46 estaven llogats i ocupats pels llogaters i 13 estaven cedits a títol gratuït; 2 tenien una cambra, 25 en tenien dues, 45 en tenien tres, 108 en tenien quatre i 220 en tenien cinc o més. 356 habitatges disposaven pel capbaix d'una plaça de pàrquing. A 175 habitatges hi havia un automòbil i a 208 n'hi havia dos o més.

### Piràmide de població
La piràmide de població per edats i sexe el 2009 era:
| Homes | Edats   | Dones |
| ----- | ------- | ----- |
| 0     | 95 o +  | 4     |
| 0     | 90 a 94 | 12    |
| 4     | 85 a 89 | 12    |
| 0     | 80 a 84 | 0     |
| 20    | 75 a 79 | 20    |
| 24    | 70 a 74 | 16    |
| 32    | 65 a 69 | 32    |
| 36    | 60 a 64 | 16    |
| 16    | 55 a 59 | 28    |
| 28    | 50 a 54 | 32    |
| 28    | 45 a 49 | 32    |
| 44    | 40 a 44 | 32    |
| 44    | 35 a 39 | 44    |
| 4     | 30 a 34 | 28    |
| 24    | 25 a 29 | 8     |
| 8     | 20 a 24 | 24    |
| 16    | 15 a 19 | 44    |
| 44    | 10 a 14 | 20    |
| 28    | 5 a 9   | 40    |
| 12    | 0 a 4   | 8     |

## Economia
El 2007 la població en edat de treballar era de 597 persones, 442 eren actives i 155 eren inactives. De les 442 persones actives 395 estaven ocupades (218 homes i 177 dones) i 46 estaven aturades (17 homes i 29 dones). De les 155 persones inactives 60 estaven jubilades, 35 estaven estudiant i 60 estaven classificades com a «altres inactius».

### Ingressos
El 2009 a Rétaud hi havia 444 unitats fiscals que integraven 1.080,5 persones, la mediana anual d'ingressos fiscals per persona era de 17.523 €.

### Activitats econòmiques
Dels 46 establiments que hi havia el 2007, 2 eren d'empreses alimentàries, 2 d'empreses de fabricació d'altres productes industrials, 17 d'empreses de construcció, 9 d'empreses de comerç i reparació d'automòbils, 2 d'empreses de transport, 1 d'una empresa d'hostatgeria i restauració, 1 d'una empresa d'informació i comunicació, 3 d'empreses immobiliàries, 3 d'empreses de serveis, 4 d'entitats de l'administració pública i 2 d'empreses classificades com a «altres activitats de serveis».
Dels 15 establiments de servei als particulars que hi havia el 2009, 1 era una oficina de correu, 1 taller de reparació d'automòbils i de material agrícola, 1 paleta, 2 guixaires pintors, 1 fusteria, 5 lampisteries, 3 electricistes i 1 restaurant.
Dels 4 establiments comercials que hi havia el 2009, 1 era una fleca, 1 una carnisseria, 1 una peixateria i 1 una llibreria.
L'any 2000 a Rétaud hi havia 27 explotacions agrícoles que ocupaven un total de 819 hectàrees.

## Equipaments sanitaris i escolars
El 2009 hi havia una escola elemental integrada dins d'un grup escolar amb les comunes properes formant una escola dispersa.

## Poblacions més properes
El següent diagrama mostra les poblacions més properes.